# Ernest Chambers
Ernest Henry Chambers (Hackney, Londres, 7 d'abril de 1907 - Worthing, West Sussex, 29 de gener de 1985) va ser un ciclista anglès que es dedicà a la pista i que va prendre part en tres Jocs Olímpics, el 1928, el 1932 i el 1936.
El 1928, a Amsterdam, guanyà la medalla de plata en la prova de tàndem, fent parella amb John Sibbit. El 1932, a Los Angeles, tornà a repetir la posició en la prova de tàndem, aquest cop fet parella amb el seu germà Stanley Chambers. En aquesta mateixa edició va participar, sense sort, en la prova de velocitat. El 1936, a Berlín, també en tàndem quedà eliminat en quarts de final.